# Sargus petersoni
Sargus petersoni är en tvåvingeart som beskrevs av Mcfadden 1982. Sargus petersoni ingår i släktet Sargus och familjen vapenflugor. Inga underarter finns listade i Catalogue of Life.